# Покровский, Пётр Михайлович
Покро́вский Пётр Миха́йлович (1857—1901) — ординарный профессор университета св. Владимира по кафедре чистой математики.

## Биография
В 1870 году Покровский поступил в тульскую гимназию, а по окончании в ней курса — на физико-математический факультет Московского университета. В 1881 году, по окончании курса со степенью кандидата, Покровский был оставлен для приготовления к профессуре при кафедре (чистой математики) Н. В. Бугаева.
В 1883—1891 годах Покровский состоял преподавателем математики в 4-й Московской гимназии и в некоторых частных гимназиях Москвы.
С 1885 года Покровский, будучи назначен приват-доцентом Московского университета, в течение 6 лет читал лекции по различным отделам математики, а также руководил практическими занятиями студентов. В 1887 году получил степень магистра чистой математики по защите диссертации «Теория ультраэллиптических функций I класса» («Математический сборник», т. XIII). Подробный разбор этой работы, удостоенной премии имени профессора Брашмана, был дан Н. В. Бугаевым в «Отчёте Московского университета» за 1888 год.
Получив заграничную командировку, в 1889—1890 годах Покровский почти всё время занимался в Берлине изучением методов Вейерштрасса. Впоследствии Покровский посвятил значительную часть своих работ приложениям идей Вейерштрасса к различным вопросам теории высших трансцендентных функций.
В 1891 году Покровский был признан доктором чистой математики за диссертацию «О преобразованиях ультраэллиптических интегралов и функций I класса» («Математический сборник». т. XV; разбор этого исследования дан Н. В. Бугаевым в «Bulletin des Sciences Mathématiques», т. XVII).
В 1881 году назначен экстраординарным профессором университета св. Владимира, а в 1894 году — ординарным профессором.
Состоял членом математических обществ: московского, киевского и казанского; непременным членом Общества любителей естествознания в Москве; кроме того, Покровский — член нескольких иностранных математических обществ.
Пётр Михайлович Покровский умер в 1901 году, похоронен на Всехсвятском кладбище в Туле.

## Работы
Избранные труды П. М. Покровского, опубликованные в российских и зарубежных научных изданиях (по дате публикации):
- Диссертации
- Покровский П. М. Соотношения между модулями и их дополнениями для преобразования 5-й степени эллиптических функций // Математический сборник : журнал. — М., 1882. — Т. X, вып. 1. — С. 63–69.
- Покровский П. М. Исторический очерк теории ультраэллиптических и Абелевых функций (пробная лекция на звание приват-доцента, 1885 г.). — М.: Типография А. И. Мамонтова, 1886. — 29 с.
- Покровский П. М. Лекции по исчислению конечных разностей приват-доцента Московского университета П. М. Покровского: Курс 1-го семестра 1885/86 академического года. — М.: б. и., 1886. — 67 с., с ил.
- Покровский П. М. Теория эллиптических функций: Курс лекций П. М. Покровского, приват-доцента Императорского Московского университета. — М.: Университетская типография (Катков), 1886. — [2], IV, 148, [2] с.
- Покровский П. М. Теория чисел: Курс лекций, читанный в Московском университете в 1886/87 году приват-доцентом П. М. Покровским. — М.: б. и., 1887. — 111 с.
- Покровский П. М. Теория ультра-эллиптических функций І класса // Математический сборник : журнал. — М., 1887. — Т. XIII, вып. 2. — С. 245–398.
- Покровский П. М. Теория ультра-эллиптических функций І класса (статья вторая) // Математический сборник : журнал. — М., 1887. — Т. XIII, вып. 3. — С. 409–488.
- Покровский П. М. Интегрирование уравнений с частными производными: Курс лекций П. М. Покровского, читанных в Московском университете в 1887 году. — М.: Общество распространения полезных книг, 1888. — 72 с.
- Покровский П. М. Теория функций мнимого переменного: Курс лекций приват-доцента П. М. Покровского, читанных в Московском университете в 1887/88 году. — М.: Литография Багушина, 1888. — 110 с., ил.
- Покровский П. М. Краткое введение в теорию эллиптических функций (вступительная лекция, прочитанная 10 сентября 1891 года в университете Св. Владимира) // Университетские известия : журнал. — Киев, 1891. — Сентябрь. — С. 1—10.;
- Покровский П. М. Теория функций комплексного переменного (курс лекций) // Университетские известия: журнал. — Киев, 1891 — Октябрь. — С. 1—34; 1891 — Ноябрь. — С. 35—56; 1891 — Декабрь. — С. 57—78; 1892 — Январь — С. 79—118;
- Покровский П. М. О преобразованиях ультра-эллиптических интегралов и функций I класса // Математический сборник : журнал. — М., 1891. — Т. XV, вып. 3. — С. 397–572.
- Покровский П. М. К элементарной теории уравнений третьей и четвёртой степени // Университетские известия : журнал. — Киев, 1893. — Март. — С. 1—16.;
- Покровский П. М. Об алгебраических уравнениях в связи с эллиптическими функциями Вейерштрасса // Известия Императорского общества любителей естествознания, антропологии и этнографии, состоящего при Императорском Московском университете : [сборник работ]. Труды отделения физических наук общества любителей естествознания, Т. 6 : сборник. — М.: Типография М. Г. Волчанинова, 1893.
- Покровский П. М. Теорема сложения трансцендентных функций // Математический сборник : журнал. — М., 1896. — Т. XVIII, вып. 1. — С. 121–136.
- Покровский П. М. О функциях с двумя аргументами, аналогичных эллиптическим трансцендентным Вейерштрасса // Математический сборник : журнал. — М., 1896. — Т. XVIII, вып. 4. — С. 598–624.
- Pokrowsky Peter. Ueber das Additionstheorem der hyperelliptischen Functionen von zwei Argumenten (нем.) // Jahresbericht der Deutschen Mathematiker Vereinigung : сборник. — 1894/1895. — Bd. IV. — S. 137-141. — ISSN 0012-0456.
- Pokrovsky Pierre M. Sur les fonctions ultra-elliptiques à deux arguments (фр.) // Bulletin des Sciences Mathématiques : журнал. — Paris: Gauthier-Villars, 1896. — Vol. XX, livr. 1. — P. 86-103.
- Покровский П. М. Основы учения о трансцендентных функциях, обладающих теоремой сложения // Университетские известия : журнал. — Киев, 1896. — Май. — С. 1—54, I—II.;
- Теорема сложения эллиптических функций Вейерштрасса по методу Лагранжа // Университетские известия : журнал. — Киев, 1897. — Июль. — С. 45—48.;
- «Recueil mathémalique, publié par la Sociéte mathématique de Moscou» (т. XVIII, критический разбор, «Bulletin des Sciences Mathématiques», т. XXI);
- Покровский П. М. Теорема Абеля в новой форме // Математический сборник : журнал. — М., 1898. — Т. XX, вып. 2. — С. 299–315.
- Покровский П. М. О рациональных функциях эллиптического образа // Математический сборник : журнал. — М., 1900. — Т. XXI, вып. 3. — С. 387–430.
- «Sur le théorème d’Abel et ses applications» («Bulletin des Sciences Mathématiques», т. XXII).